# Udbyneder Sogn
Udbyneder Sogn er et sogn i Randers Nordre Provsti (Århus Stift).
I 1800-tallet var Kastbjerg Sogn anneks til Udbyneder Sogn. Begge sogne hørte til Gjerlev Herred i Randers Amt. Udbyneder-Kastbjerg sognekommune blev ved kommunalreformen i 1970 indlemmet i Mariager Kommune. Det meste af den kom ved strukturreformen i 2007 til Mariagerfjord Kommune, men Udbyneder-Kastbjerg området med byen Havndal stemte sig til Randers Kommune.
I Udbyneder Sogn ligger Udbyneder Kirke fra Middelalderen og Havndal Kirke fra 1930.
I sognet findes følgende autoriserede stednavne:
- Bi-lidt (bebyggelse)
- Binderup (bebyggelse, ejerlav)
- Bjerre (bebyggelse, ejerlav)
- Bløderne (areal)
- Brofeld (bebyggelse)
- Enghave (areal)
- Frederikshøj (bebyggelse)
- Fuglsø Mark (bebyggelse)
- Gildhøj (bebyggelse)
- Havndal (bebyggelse)
- Heden (bebyggelse)
- Hejlplet (areal)
- Hesletørv (areal)
- Hestehave (bebyggelse)
- Klattrup (bebyggelse, ejerlav)
- Madsdige (bebyggelse)
- Nordtoftegaard (Bebyggelse)
- Nørrekær (areal)
- Overgård (ejerlav, landbrugsejendom)
- Pletterne (areal)
- Saltholm (areal)
- Sletten (bebyggelse)
- Storetørv (areal)
- Storevejle Bæk (vandareal)
- Sylten (areal)
- Trekroner (bebyggelse)
- Tuerne (areal, bebyggelse)
- Udbyneder (bebyggelse, ejerlav)
- Udbyover (bebyggelse, ejerlav)
- Vadbæk (vandareal)
- Vesterskov Mark (bebyggelse)
- Yderhede Plantage (areal)